# Târgșoru Vechi
Târgșoru Vechi est une commune roumaine du județ de Prahova, dans la région historique de Valachie et dans la région de développement du Sud.

## Géographie
La commune de Târgșoru Vechi est située dans le sud-ouest du județ, sur la rive gauche de la Prahova, dans la plaine valaque, à 5 km au sud-ouest de Ploiești, le chef-lieu du județ, dont le village de Strejnicu est une banlieue.
La municipalité est composée des quatre villages suivants (population en 1992) :
- Stâncești (715) ;
- Strejnicu (4 960), siège de la municipalité ;
- Târgșoru Vechi (2 134) ;
- Zahanaua (186).

## Histoire
Le village de Târgșoru Vechi est bâti sur l'emplacement de la cité médiévale de Târgșor.

## Politique
| Parti | Parti                                      | Sièges |
| ----- | ------------------------------------------ | ------ |
|       | Parti national libéral (PNL)               | 9      |
|       | Parti écologiste roumain                   | 3      |
|       | Alliance des libéraux et démocrates (ALDE) | 3      |
|       | Parti social-démocrate (PSD)               | 2      |

## Démographie
En 2002, la commune comptait 8 595 Roumains (99,95 %).
| 1992  | 2002  | 2011  |
| ----- | ----- | ----- |
| 7 995 | 8 599 | 9 117 |

### Religions
En 2002, la composition religieuse de la commune était la suivante :
- Chrétiens orthodoxes, 87,96 % ;
- Chrétiens évangéliques, 8,16 % ;
- Pentecôtistes, 3,31 %.

## Éducation
La commune est dotée de 3 écoles maternelles et de 3 écoles primaires-collèges qui scolarisent 1 168 élèves.

## Économie
L'économie de la commune repose sur l'agriculture et l'élevage. De nombreux habitants de la commune travaillent à Ploiști, la grande ville voisine.

## Communications

### Routes
Târgșoru Vechi est située sur la route nationale DN1A Ploiești-Buftea-Bucarest et sur la DN1 dans le contournement sud-ouest de Ploiești.

### Voies ferrées
La commune est desservie par la ligne de chemin de fer Ploiești-Târgoviște.

## Aérodrome
L'aérodrome de Ploiești est installé dans le village de Strejnicu.

## Lieux et monuments
- Site archéologique : ruines de 3 églises médiévales, dont l'église St Pantélimon, reconstruite entre 1997 et 2001.

## Personnalités liées à la ville
Nicolae Iorga est mort le 27 novembre 1940, assassiné par la Garde de fer, en bordure du village de Strejnicu.